# Любен Пехливанов
Любен Илиев Пехливанов е български офицер, генерал-лейтенант.

## Биография
Роден е на 29 май 1943 г. в петричкото село Кулата. Към 1992 г. е заместник-началник на Генералния щаб по материално-техническото и тилово осигуряване (МТТО). На 1 септември 1997 г. е освободен от длъжността заместник-началник на Генералния щаб по материално-техническото и тилово осигуряване. На 7 декември 1998 г. е освободен от кадрова военна служба.